# Justin Berfield

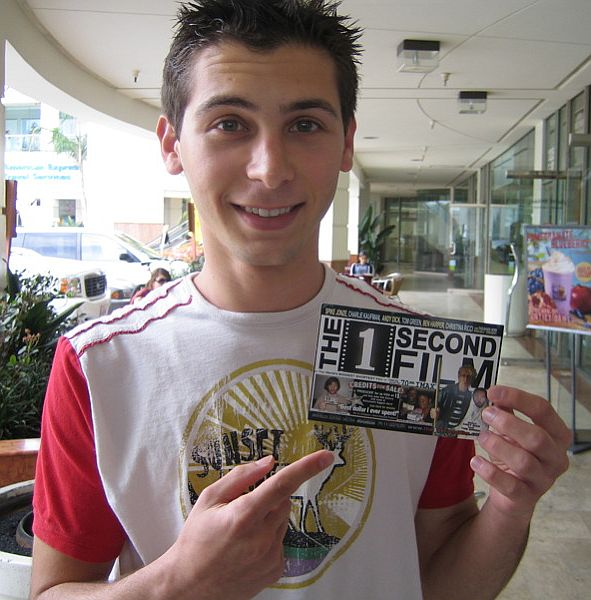
Justin Berfield im April 2005

Justin Tyler Berfield (* 25. Februar 1986 in Agoura Hills, Kalifornien) ist ein US-amerikanischer Synchronsprecher, Filmproduzent und ehemaliger Schauspieler. Er ist in Nordamerika und Europa vor allem durch seine Rolle als Reese in der Sitcom Malcolm mittendrin bekannt.

## Leben
Im Alter von fünf Jahren begann Berfield Werbespots zu drehen. Aufgrund der enormen Menge wurde er daher als Commercial Kid bezeichnet. 
Seitdem hatte er diverse Rollen und Gastrollen in Filmen und Serien. Seine erste reguläre Schauspielrolle hatte er 1994 in der Fernsehserie The Good Life, die Comedy-Serie kam auf 13 Folgen, in denen er den Bob Bowman spielte. Erste größere Bekanntheit erlangte Berfield ab 1995 mit der Rolle des Ross Malloy in der Sitcom Auf schlimmer und ewig. Die Fernsehserie Malcolm mittendrin, in der er Malcolms Bruder Reese spielt, ermöglichte ihm den internationalen Durchbruch. Er war zum Zeitpunkt der Ausstrahlung der jüngste US-amerikanische Darsteller, der in zwei Fernsehserien in jeweils mindestens 100 Episoden mitspielte.
Berfield ist CCO in dem von ihm im Jahr 2010 gegründeten Virgin-Tochterunternehmen Virgin Produced.
Berfields älterer Bruder Lorne ist ebenfalls Schauspieler. Berfield ist jüdischen Glaubens.
Berfield ist seit 2017 mit Liza Almeida verheiratet und hat mit ihr zwei Kinder.

## Filmografie (Auswahl)
Schauspieler
- 1994: The Good Life (Fernsehserie)
- 1994: Hardball (Fernsehserie, zwei Folgen)
- 1994: Keiner kriegt die Kurve (The Boys Are Back, Fernsehserie, Folge 1x06)
- 1994–1995: Die Super-Mamis (The Mommies, Fernsehserie, vier Folgen)
- 1995–1999: Auf schlimmer und ewig (Unhappily Ever After, Fernsehserie)
- 1996: Duckman (Duckman: Private Dick/Family Man, Fernsehserie, Stimme)
- 1998: Mom, Can I Keep Her?
- 1999: Wanted – Von der Mafia gejagt (Fernsehfilm)
- 1999: The X-Ray Kid (The Kid with X-ray Eyes)
- 1999: Invisible Mom II
- 2000–2006: Malcolm mittendrin (Malcolm in the Middle, Fernsehserie, alle Folgen)
- 2001: Max Keebles großer Plan (Max Keeble’s Big Move)
- 2001: The Nightmare Room (Fernsehserie, Folge 1x04)
- 2002–2004: Kim Possible (Fernsehserie, zwei Folgen, Stimme)
- 2003: American Angels – Erben kann so sexy sein! (Who’s Your Daddy?)
- 2004: Cosmo und Wanda – Wenn Elfen helfen (The Fairly OddParents, Fernsehserie, Folge 4x08, Stimme)
- 2010: Sons of Tucson (Fernsehserie, eine Folge)

Produzent
- 2005: Filthy Rich: Cattle Drive  (Fernsehserie)
- 2005: Romance & Cigarettes
- 2007: Blonde Ambition
- 2007: The Pet Detective (Fernsehfilm, auch Regie)
- 2010: Sons of Tucson (Fernsehserie, neun Folgen)
- 2010: An Invisible Sign